# Slaget ved Skt. Jørgensbjerg
Slaget ved Skt. Jørgensbjerg fandt sted 6. juni eller 8. juni 1441 ved højdedraget Skt. Jørgensbjerg nær landsbyen Husby i Han Herred. Slaget var kulminationen på et bondeoprør, der var begyndt få år før og havde ført til ødelæggelse af en række herregårde.
Bondehæren havde 3. maj 1441 slået en hær ledet af bl.a. lensmanden Eske Brok på Ålborghus plus en bayersk feltherre. Christoffer af Bayern havde dog krigserfaring fra sin tid i den tyske kejsers tjeneste og det lykkedes ham at overtale en del af bønderne til at tage hjem, hvorefter han angreb og overvandt de resterende.
Lederne af oprøret, heriblandt Henrik Tagesen, blev henrettet i Aalborg få dage senere.